# Psilocybe zoncuantlensis
Psilocybe zoncuantlensis es una especie de hongo de la familia Hymenogastraceae.

## Clasificación y descripción
Según Guzmán (2004) esta especie pertenece a la sección Pratensae, por lo que no presenta propiedades alucinógenas. La palabra psilocybe viene del griego psilós, que significa liso, desnudo, calvo, y kýbe, que significa cabeza, píleo, es decir: “por carecer de ornamentación en el píleo” (aunque no sucede así en todas las especies del género). Macroscópicamente: basidiomas micenoides. Píleo umbonado, igual o menor a 10 mm de color café-achocolatado, el umbo de color café-rojizo, higrófano, de color café- amarillento. Láminas subadheridas, de color café-grisáceo, concoloras. Estípite igual o menor a 16 mm de longitud de color café-rojizo obscuro, cubierto de escamillas blancas poco conspicuas, algo sinuoso. Microscópicamente: Esporas de (5.5-) 6-7 (-8) x 4-5 x 3.5-4 µm, subelípticas en ambas caras, de pared delgada, no mayor de 0.5 µm de grosor, de color café-amarillento, con un angosto poro germinal y un apéndice corto. Basidios de 14-21 (-25) x 6-8 µm, tetraspóricos, hialinos, ventricosos. Pleurocistidios, hialinos, de (20-) 26-36 (-52) x (5-) 7- 11 (-14) µm, sublageniformes o subutriformes. Queilocistidios de (10-) 15-23 (-29) x 4-5 (-6) µm, [(18-) 21-31 (-39) x 5-8 (-10) µm, ventricoso-rostrados o subutriformes, hialinos, abundantes. Trama himenoforal subregular, hifas hialinas, de 5-20 µm de ancho, con incrustaciones amarillentas poco visibles. Subhimenio subcelular, elementos de 5-10 µm de ancho, hialinos, con incrustaciones. Contexto con hifas hialinas a amarillentas, a veces subglobosas, de 5-20 µm de ancho. Fíbulas presentes.

## Distribución
Esta especie solo ha sido citada en México, en el estado de Veracruz.

## Hábitat
Crece solitario, en el suelo entre la hojarasca, en bosque mesófilo de montaña.

## Estado de conservación
Se conoce muy poco de la biología y hábitos de los hongos, por eso no se ha evaluado el estatus de riesgo de la mayoría de ellos (Norma Oficial Mexicana 059).